# Cécile Thévenet
Pour les articles homonymes, voir Thévenet.
Cécile Thévenet, née le 22 novembre 1872 à Bruges et morte le 15 mars 1956 à Meudon, est une cantatrice belge.

## Biographie
Cécile Anne Marie Alphonsine Thévenet naît à Bruges en 1872, d'Alphonse Constantin Thévenet et Anne Thérèse Françoise Van Vyve. Elle a une sœur, Marie, et deux frères, Pierre et Louis Thévenet, tous deux futurs artistes peintres.
Après des études au conservatoire royal de Bruxelles où elle remporte le premier prix de chant et de déclamation, elle commence une carrière en France, à l'Opéra-Comique de Paris,.
En 1904, elle crée le rôle de Caroline dans la Chauve-souris dans une adaptation de Paul Ferrier. Au Théâtre Sarah Bernhardt, elle interprète le rôle de Maddalena dans Rigoletto en compagnie d'Enrico Caruso et Lina Cavalieri.